# Мюррей, Александр Эдвард, 8-й граф Данмор
Александр Эдвард Мюррей, 8-й граф Данмор (англ. Alexander Edward Murray, 8th Earl of Dunmore; 22 апреля 1871 — 29 января 1962) — шотландский пэр, военный и политик. Он носил титул учтивости — виконт Финкасл с 1871 по 1907 год.
Титулы: 8-й граф Данмор (с 27 августа 1907 года), 8-й виконт Финкасл (с 27 августа 1907), 4-й барон Данмор из Форрест Атолла в графстве Пертшир (с 27 августа 1907) и 8-й лорд Мюррей из Блэра, Муллена и Тиллемота (с 27 августа 1907 года).

## Происхождение и образование
Александр Мюррей родился 22 апреля 1871 года. Единственный сын Чарльза Мюррея, 7-го графа Данмора (1841—1907), и леди Гертруды Кук (1847—1943), дочери Томаса Кука, 2-го графа Лестера, и Джулианы Уитбред. Он получил образование в Итонском колледже.

## Военная и политическая карьера
В мае 1892 года Александр Мюррей был зачислен в 16-й уланский полк и отправлен в Индию. Он был адъютантом Виктора Брюса, 9-го графа Элгина, генерал-губернатора Индии в 1895—1897 годах. В 1896 году он сопровождал британской экспедицию в Судан и участвовал в военных действиях против махдистов.
В 1897 году 26-летний Александр Мюррей, будучи лейтенантом 16-го уланского полка, вернулся в Индию, работая военным корреспондентом The Times. 17 августа 1897 года в Нава-Кили, Верхний Сват, Британская Индия, лейтенант Александр Мюррей с двумя другими офицерами и пятью разведчиками попал под плотный ружейный огонь, пытаясь спасти ещё одного раненого лейтенанта. Под Мюрреем была убита лошадь. За свои действия виконт Финкасл был награждён Викторианским крестом, став единственным журналистом, удостоенным этой чести.
Отчет Мюррея о его колониальной службе был опубликован в 1898 году. В 1899 году он был отправлен в Южную Африку в качестве адъютанта генерала Герберта Чермсайда. Он участвовал в военных действия во время Второй англо-бурской войны и присутствовал при освобождении Кимберли. В конце 1901 года он возглавил конный полк Финкасла и был назначен командиром батальона с временным званием подполковника в январе 1902 года. Его полк прибыл в Южную Африку в мае 1902 года. Война в Южной Африке закончилась вскоре после их прибытия, и лорд Финкасл оставался там до конца ноября, а затем вернулся на родину. Он оставил командование 31-м батальоном Имперского йоменского полка в январе 1903 года. За свою службу в Южной Африке он получил упоминание в донесениях. В 1906 году Мюррей был награждён Королевским Викторианским орденом.
Когда в феврале 1907 года умер отец Мюррея, он унаследовал семейные титулы, став 8-м графом Данмором, и оставил военную службу, чтобы присматривать за значительными поместьями семьи. Он жил по адресу 55 Ланкастер-Гейт, Лондон.
Он вернулся на действительную военную службу в 1914 году с началом Первой мировой войны, служа штабным офицером на Западном фронте. Он был награждён орденом «За выдающиеся заслуги» во время битвы на Сомме, четыре раза упоминался в депешах и дважды был ранен. Между войнами Александр Мюррей занимал политический пост, выступая в качестве правительственного кнута в Палате лордов; сначала в качестве капитана Почетного корпуса джентльменов в 1924 году; а затем в качестве лорда в ожидании с 1930 по 1936 год. Он также занимал церемониальную роль заместителя лейтенанта Инвернессшира.

## Личная жизнь
5 января 1904 года он женился на Люсинде Доротее Кембл (1878 — 9 февраля 1966), дочери полковника Хораса Уильяма Кембла. У супругов было трое детей:
- Леди Марджори Хильда Мюррей (1 ноября 1904 — 25 января 2000), в 1926 году она вышла замуж за капитана Дункана Александра Стирлинга (1899—1990), от брака с которым у неё было двое сыновей.
- Эдвард Дэвид Мюррей, виконт Финкасл (3 апреля 1908 — 5 июня 1940). С 1938 года был женат на достопочтенной Памеле Кейт Хермон-Ходж, от брака с которой у него была один сын, Джон Александр Мюррей, 9-й граф Данмор (1939—1980). Виконт Финкасл погиб в бою на севере Франции 5 июня, будучи капитаном 4-го батальона Королевских горцев Камерона, похоронен на Лондонском кладбище[5].
- Леди Мэри Элизабет Мюррей (28 ноября 1913—2000), в 1937 году она вышла замуж за майора Питера Карлтона Олдфилда (1911—2002)[6], от брака с которым у неё была одна дочь.

Лорд Данмор скончался в Лондоне 29 января 1962 года и был кремирован в крематории Голдерс-Грин. Затем его титулы перешли к его внуку, Джону Александру Мюррею (1939—1980), 9-му графу Данмору.

## Биография
- Fincastle VC, Viscount; Eliott-Lockhart, Percy Clare. [London: Methuen. 1898] A Frontier Campaign: A Narrative of the Operations of the Malakand and Buner Field Forces, 1897—1898. Barnsley: Naval & Military Press, 2005. ISBN 978-1-84574-256-0